# Chris Johns
Pas d'image ? Cliquez ici

a Compétitions nationales et continentales officielles uniquement.

b Matchs officiels uniquement.
Chris Johns, né en 1964 dans le Queensland, est un ancien joueur de rugby à XIII australien évoluant au poste de centre ou d'ailier dans les années 1980 et 1990. Au cours de sa carrière, il a été international australien participant la Coupe du monde 1989-1992 et a été sélectionné aux New South Wales Blues pour le State of Origin dans les années 1990. En club, il fait ses débuts aux St. George Dragons dans les années 1980, puis tente une expérience d'une année en Angleterre aux Castleford Tigers avant de faire toute sa fin de carrière aux Brisbane Broncos.